# جبال كاريبو
جبال كاريبو هي سلسلة جبال تقع في جبال روكي في ولاية أيداهو، في الولايات المتحدة الأمريكية. الجبال تقع في غابة كاريبو الوطنية في بونيفيل ومقاطعة كاريبو ، بالقرب من حدود وايومنغ.
تم تسميتها باسم كاريبو فيرتشايلد، وهو أحد المنقبين عن الذهب الذين شاركوا في البحث عن الذهب في منطقة كاريبو كولومبيا البريطانية في عام 1860. اكتشف فيرتشايلد الذهب في في منطقة شرق أيداهو بعد عامين.